# خربة عاطوف
خربة عاطوف قرية فلسطينية صامدة إحدى خرب قرية طمون التابعة لمحافظة طوباس. حيث يسكنها عدد من العائلات التي تعتمد بشكل أساسي على تربية المواشي والزراعة. تتميز المنطقة باتساع أراضيها الصالحة للزراعة، مما جعلها واحدة من أهم المناطق الزراعية في فلسطين. ويعد سهل البقيعة من أشهر السهول فيها، إذ يُعرف بخصوبته وأهميته الاقتصادية.

## البنية التحتية والتعليم
رغم التحديات التي تواجهها خربة عاطوف، إلا أن هناك جهودًا لتعزيز صمود السكان. فقد تم إنشاء مجلس محلي يُعنى بشؤونها التنظيمية، كما تم بناء مدرسة أساسية، وذلك بهدف تعزيز ثبات الأهالي وترسيخ وجودهم في أرضهم. كما تعاني القرية من عزلها عن الأغوار الشمالية بسبب خندق الفصل العنصري الذي يفصل بينها وبين الأراضي الأخرى، مما يزيد من صعوبة حياة السكان اليومية.

## الاستيطان والاستيلاء على الأراضي
تعاني خربة عاطوف من استهداف الاحتلال الإسرائيلي، حيث تم الاستيلاء على أكثر من 80% من أراضيها لصالح المستوطنات الزراعية الإسرائيلية ومعسكرات الجيش ومناطق التدريب العسكري. ولا يستطيع السكان الاستفادة من هذه الأراضي رغم حاجتهم الماسة لها، حيث يفرض الاحتلال قيودًا صارمة تمنعهم من الوصول إليها بحجة أنها "مناطق عسكرية مغلقة". ورغم التضييق المستمر، فإن الأهالي يواصلون التشبث بأرضهم ومقاومة محاولات التهجير. كما يعاني مزارعو خربة عاطوف من استهداف متواصل من قبل قوات الاحتلال، حيث تُنفَّذ حملات طرد متكررة للسكان وتُمنع أعمال الزراعة والرعي. يُستخدم هذا الاستهداف كوسيلة ضغط على الأهالي لإجبارهم على مغادرة أراضيهم.